# フランチェスコ・モーキ
フランチェスコ・モーキ （Francesco Mochi, 1580年7月29日モンテヴァルキ - 1654年2月6日ローマ）は、イタリアの彫刻家。ローマやイタリア中部のオルヴィエートで働いた。

## 略歴
現在のアレッツォ県のモンテヴァルキで生まれた。フィレンツェでマニエリスムの画家、サンティ・ディ・ティート(1536-1603)の絵画工房で学び、1600年頃、ローマに移り、彫刻家のカミッロ・マリアーニ(1567–1611)に彫刻を学び、ローマの教会(San Bernardo alle Terme）の装飾の助手をした。
その技量から支援者を得て、1603年にはオルヴィエートの聖堂(Duomo di Orvieto)に『受胎告知の聖母』などの像を制作した。1610年代、1620年代は当時パルマ公国の都であったピアチェンツァで、パロマ公ラヌッチョ1世・ファルネーゼのために働き、騎馬像などを制作した。その後ローマに戻り、サン・ピエトロ大聖堂の聖ヴェロニカ像などを制作した。
代表的な作品に
- 『受胎告知の聖母』と『受胎告知の天使』（オルヴィエート、ドゥオーモ博物館）
- 『ラヌッチョ1世・ファルネーゼの騎馬像』（ピアチェンツァ、カヴァッリ広場）
- 『キリストの洗礼』（ブラスキ宮殿（Palazzo Braschi）、ローマ）

などがある。

## ギャラリー

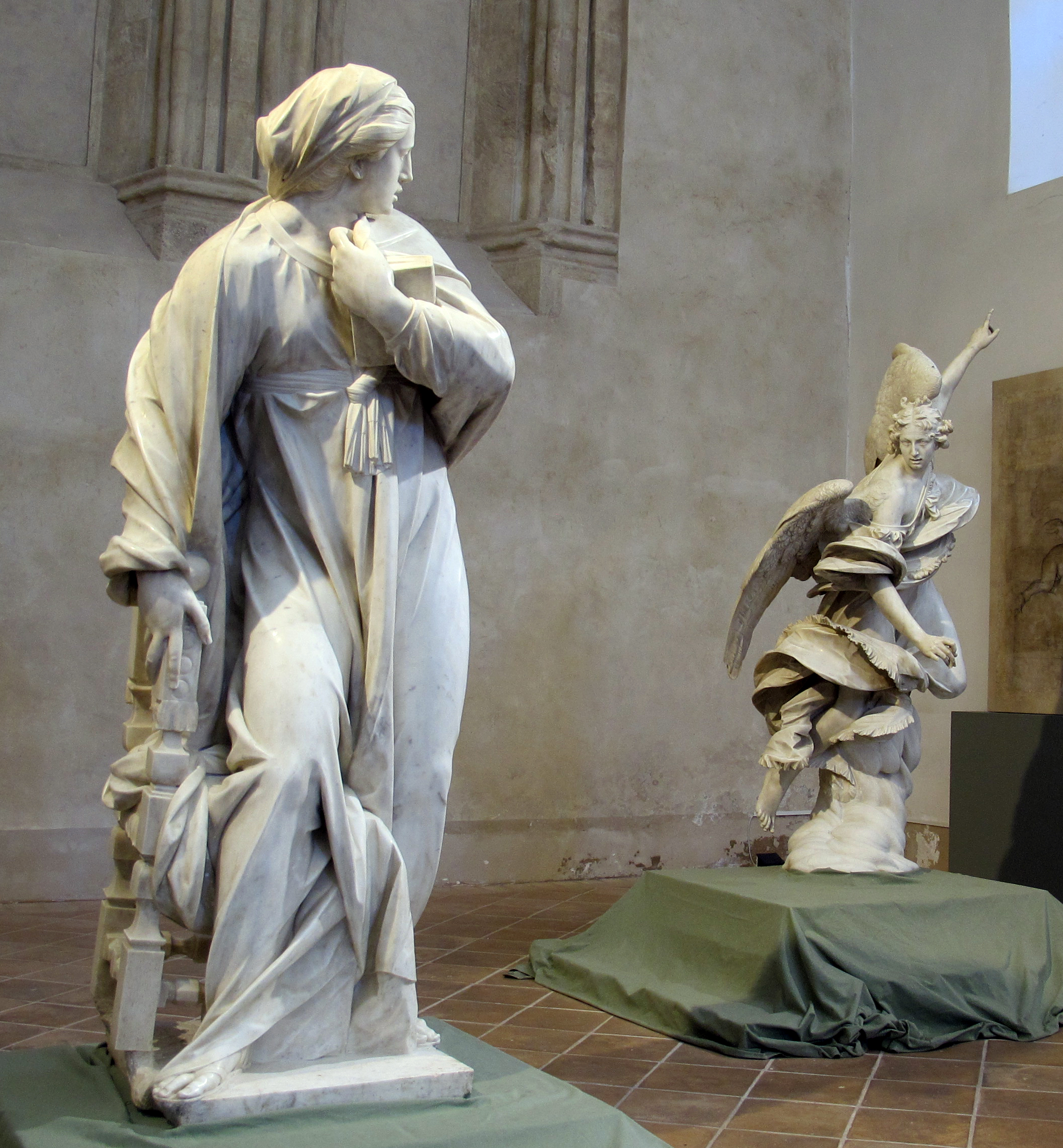
『受胎告知の聖母』と『受胎告知の天使』
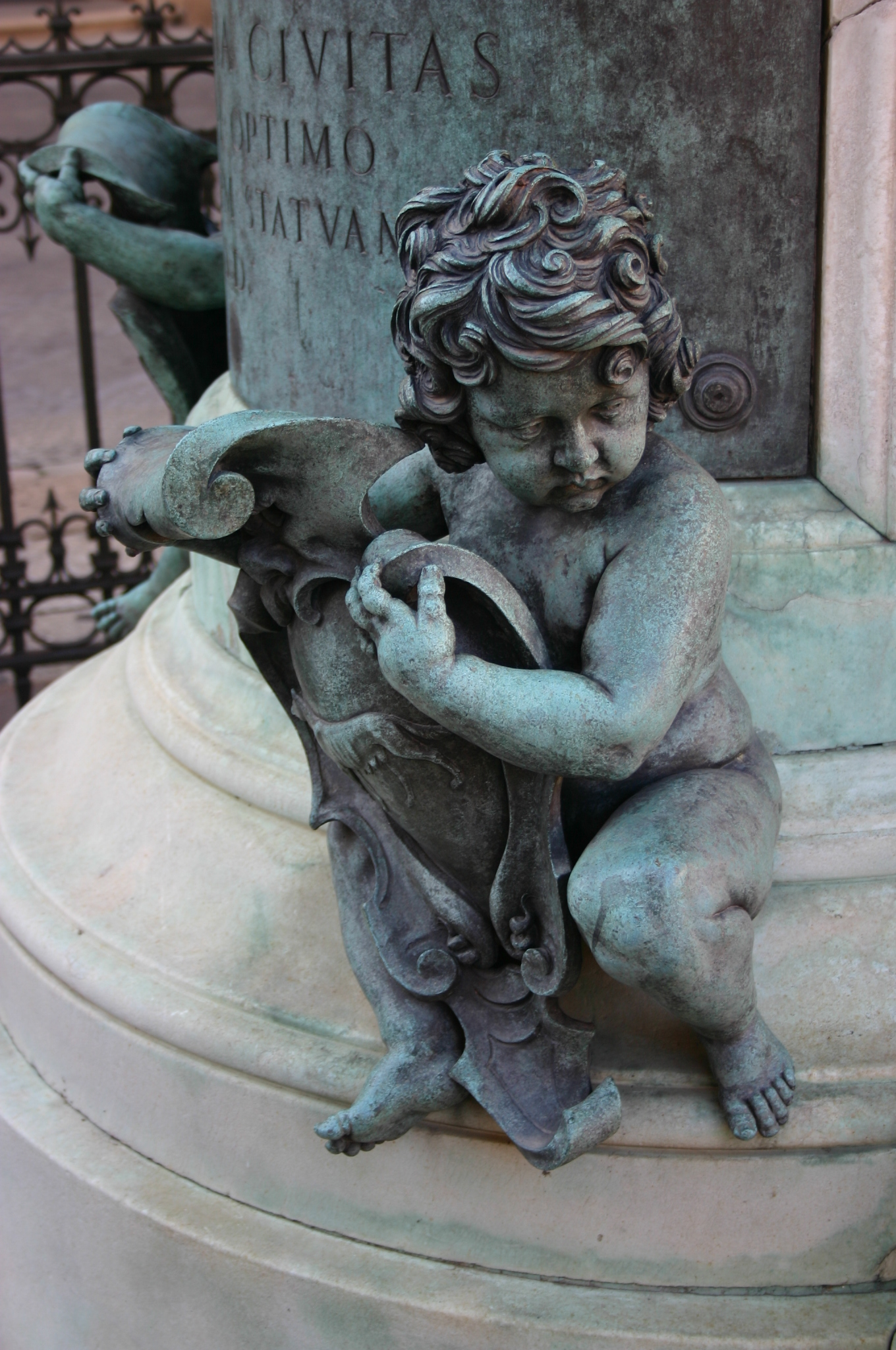
幼児像、ラヌッチョ1世像の台座の彫刻（1615年)
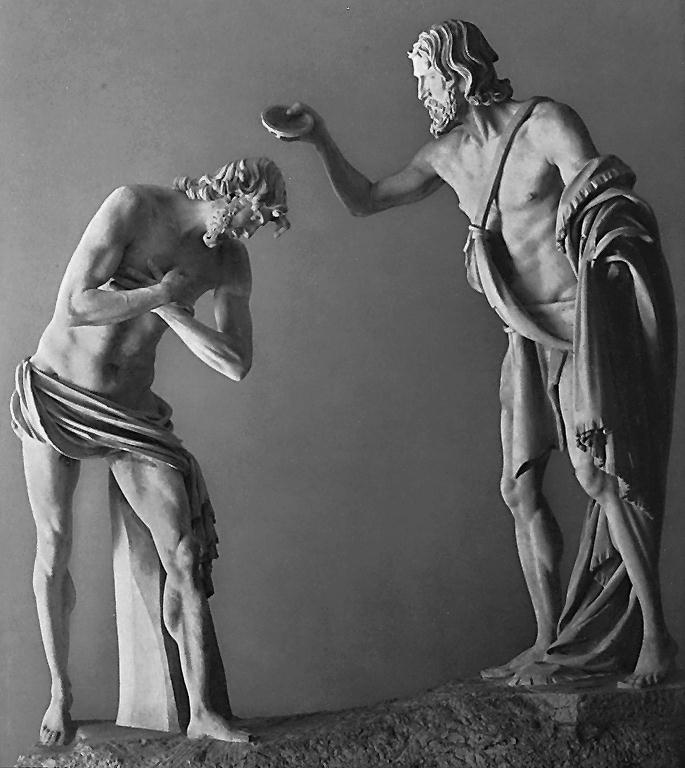
『キリストの洗礼』